# Juan Ricardo Bertelegni
Juan Ricardo Bertelegni (Buenos Aires; 1 de abril de 1922 - Ib.; 21 de julio de 1991), más conocido por su sobrenombre artístico de Semillita, fue un actor argentino, que trabajó en 63 películas a lo largo de su carrera que se extendió por 44 años.

## Filmografía
- Melodías porteñas (1937)
- El último encuentro (1938)
- 24 horas en libertad (1938)
- La canción que tú cantabas (1939)
- Caminito de gloria (1939)
- ... y mañana serán hombres (1939)
- El hijo del barrio (1940)
- Fragata Sarmiento (1940)
- Flecha de oro (1940)
- Nosotros… los muchachos (1940)
- Orquesta de señoritas (1941)
- Una vez en la vida (1941)
- El hermano José (1941)
- Locos de verano (1942)
- La maestrita de los obreros (1942)
- Cada hogar, un mundo (1942)
- Vacaciones en el otro mundo (1942)
- Un nuevo amanecer (1942)
- Su hermana menor (1943)
- La juventud manda (1943)
- Santa Cándida (1945)
- El Padre Pitillo (1946)
- Un ángel sin pantalones (1947)
- Navidad de los pobres (1947)
- Lucrecia Borgia (1947)
- Pelota de trapo (1948)
- Su última pelea (1949)
- Pantalones cortos (1949)
- Imitaciones peligrosas (1949)
- Los millones de Semillita (1950)
- Bólidos de acero (1950)
- A La Habana me voy (1950)
- El cielo en las manos (1950)
- La niña de fuego (1952)
- La mano que aprieta (1953)
- Su seguro servidor (1954)
- Se necesita un hombre con cara de infeliz (1954)
- Reportaje a un cadáver (1955)
- Escuela de sirenas... y tiburones (1955)
- Los maridos de mamá (1956)
- Catita es una dama (1956)
- El tango en París (1956)
- Hay que bañar al nene (1958)
- Hombres salvajes (1958)
- La procesión (1960)
- Asalto en la ciudad (1961)
- Bajo un mismo rostro (1962)
- Pelota de cuero (Historia de una pasión) (1963)
- Las aventuras del Capitán Piluso (En el castillo del terror) (1963)
- La mujer del zapatero (1965)
- Canuto Cañete, detective privado (1965)
- Ritmo, amor y juventud (1966)
- Una máscara para Ana (1966)
- La cigarra está que arde (1967)
- La señora del Intendente (1967)
- Blum (1969)
- El Caradura y la millonaria (1971)
- Todos los pecados del mundo (1972)
- … y mañana serán hombres (1979)
- Así no hay cama que aguante (1980)
- Operación Comando (1980)
- A los cirujanos se les va la mano (1980)
- Una viuda descocada (1980)
- Las mujeres son cosa de guapos (1981)
- Los Parchís contra el inventor invisible (1981)
- Un terceto peculiar (1981)